# Trigonostemon aurantiacus
Trigonostemon aurantiacus là một loài thực vật có hoa trong họ Đại kích. Loài này được (Kurz ex Teijsm. & Binn.) Boerl. miêu tả khoa học đầu tiên năm 1900.